# The Kampong

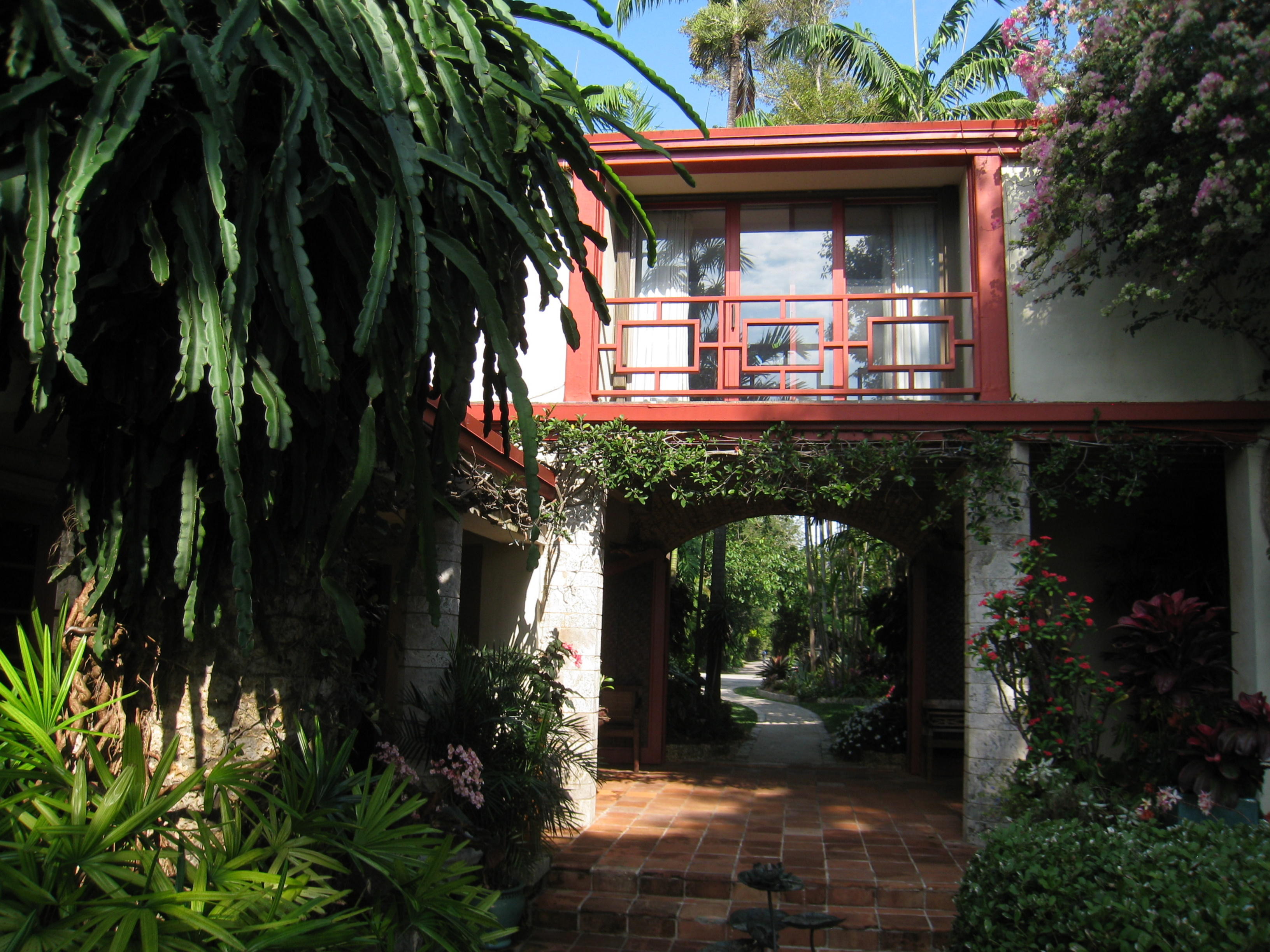
Poortgebouw

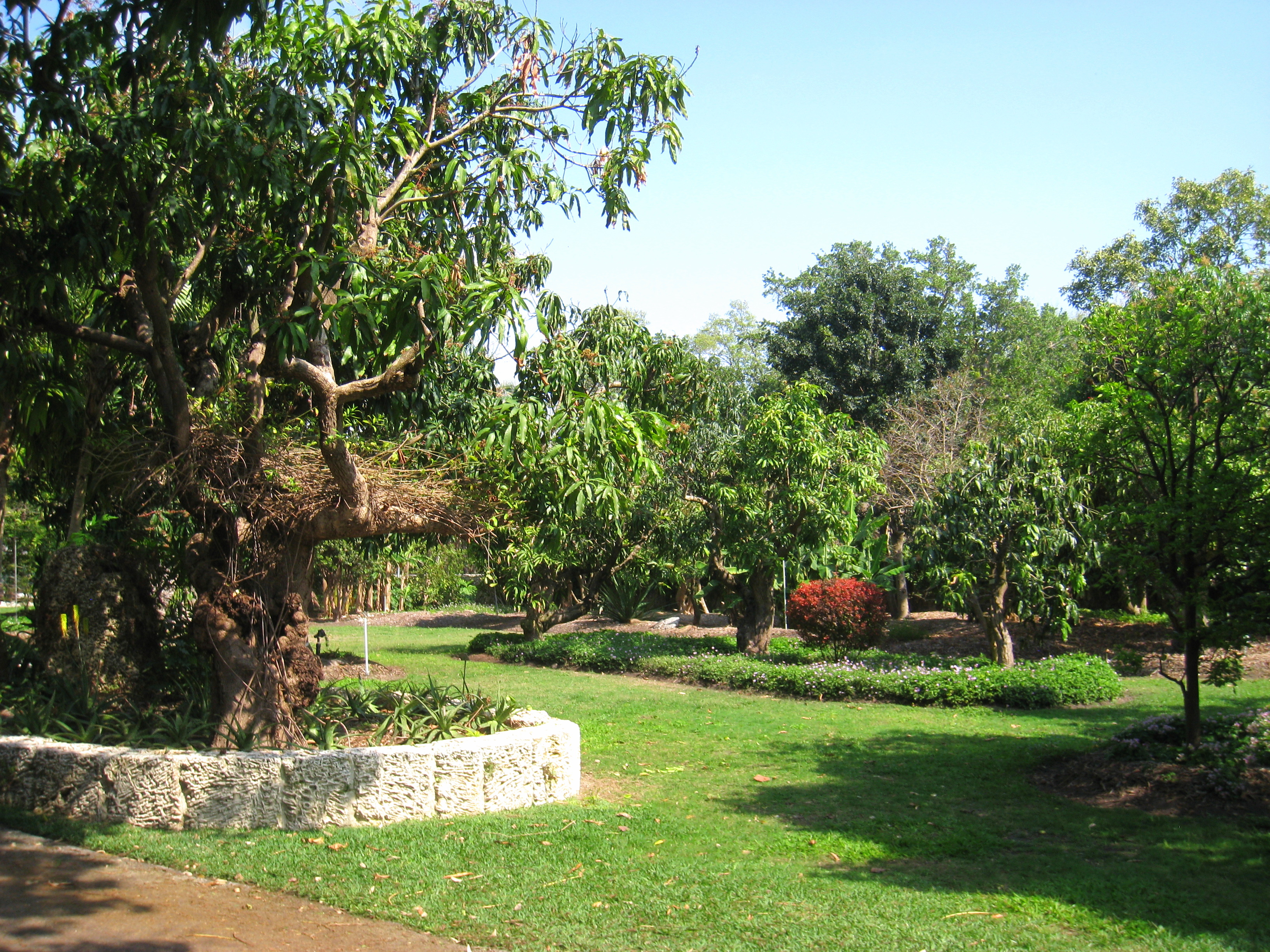
Planten

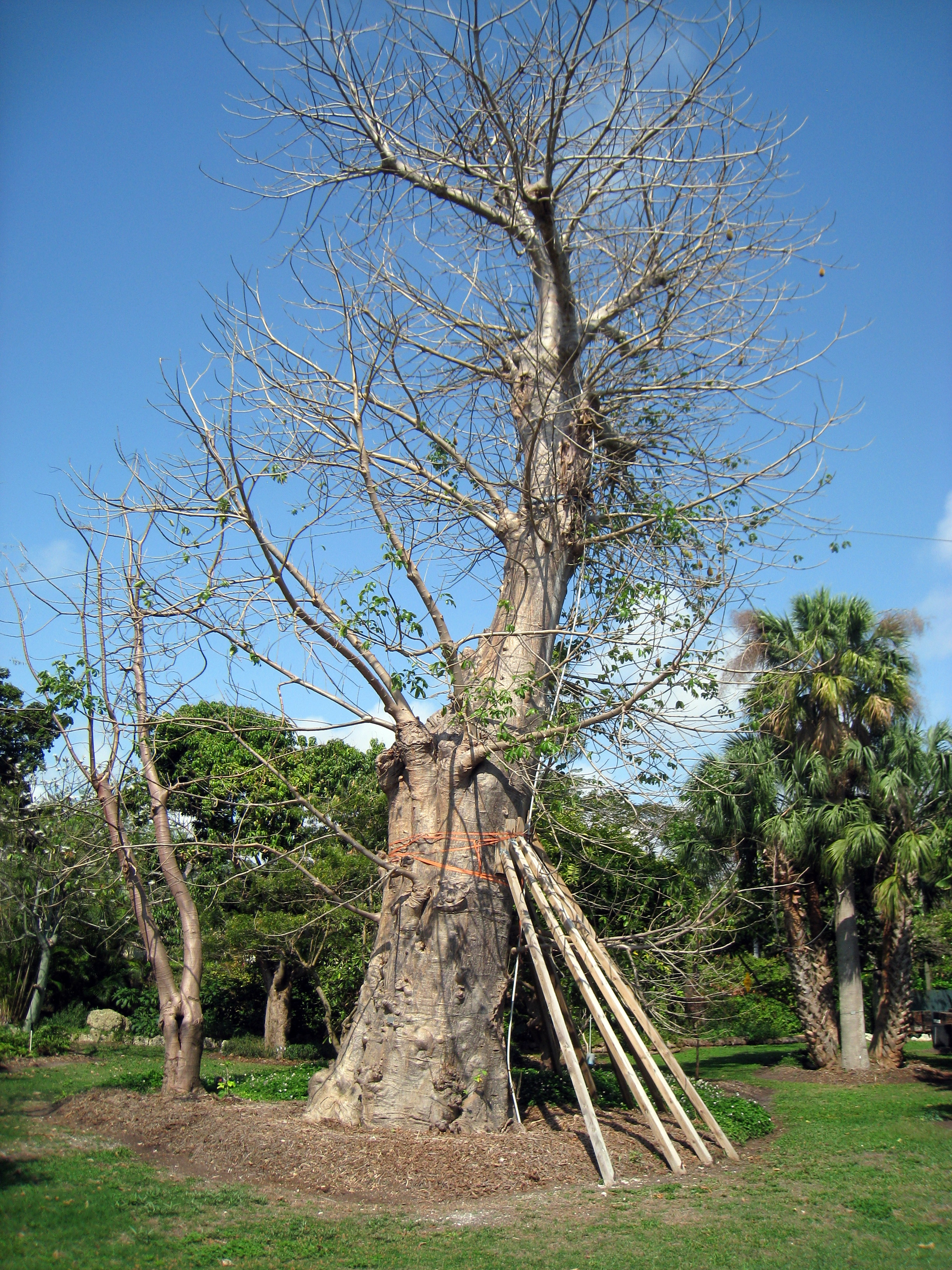
Afrikaanse baobab (Adansonia digitata)

The Kampong is een botanische tuin in de wijk Coconut Grove in Miami (Florida). De tuin grenst aan Biscayne Bay. De tuin valt onder het beheer van de National Tropical Botanical Garden (NTBG), een netwerk van natuurreservaten en botanische tuinen in Hawaï en Florida.
The Kampong dient als campus op het vasteland van de National Tropical Botanical Garden. Deze organisatie geeft er colleges en cursussen in plantkunde en horticultuur. The Kampong staat vermeld in het National Register of Historic Places.

## Geschiedenis
Het terrein werd in 1916 gekocht door David Fairchild en zijn vrouw Marian. Ze noemden het The Kampong, een Maleis woord voor een groepje huizen. Fairchild verzamelde over de hele wereld planten en introduceerde deze in de Verenigde Staten. Een aantal van deze planten bracht hij naar The Kampong. In 1928 startte de bouw van Fairchilds huis, dat heden ten dage nog in The Kampong is te vinden. In 1931 kochten Marians zus Elsie en haar man het aangrenzende land dat ze Hissar noemden, naar de Turkse geboorteplaats van Elsies man. Nadat de NTBG The Kampong verwierf, maakten twee donateurs de aankoop van het grootste gedeelte van Hissar mogelijk. Zo werd het gebied om planten te houden uitgebreid.
De Fairchilds verwelkomden vele beroemde gasten op The Kampong, waaronder Marians en Elsies vader Alexander Graham Bell, Thomas Edison, Henry Firestone, Henry Ford, Barbour Lathrop en Wilson Popenoe. In The Kampong werd de vestiging van het Everglades National Park besproken. Hierbij waren natuurbeschermers als Marjory Stoneman Douglas en Ernest Coe betrokken.
Fairchild bleef tot zijn dood 1954 op The Kampong. Na de dood van Marian Fairchild in 1963, werd The Kampong verkocht aan Edward Cleaveland Sweeney en Catherine Hauberg Sweeney. Zij waren wereldreizigers en wilden David Fairchilds plantencollectie voor het nageslacht bewaren. In 1984 werd The Kampong vermeld op het National Register of Historic Places. Hetzelfde jaar doneerde Catherine Sweeney de tuin aan de Pacific Tropical Botanical Garden. Naar aanleiding van deze gift, veranderde deze organisatie haar naam in National Tropical Botanical Garden, omdat deze naam door het verkrijgen van een tuin aan de zuidkust van Florida toepasselijker werd bevonden. 
Tot haar dood in 1995 bleef Catherine Sweeney als sponsor en beheerder aan The Kampong verbonden.

## Collectie
De tuin bevat planten die zijn verzameld door David Fairchild, die interesse had in sierplanten, eetbare planten en planten met een etnobotanische geschiedenis. Ook planten die zijn verworven door Catherine Sweeney bevinden zich in de tuin. De plantencollectie bestaat uit planten uit de tropen en de subtropen, waaronder planten die fruit leveren, palmen, bloeiende bomen, struiken en klimplanten.
De fruitcollectie omvat talloze cultivars van avocado, mango en citrussen. Andere planten zijn olifantsappel (Limonia acidissima), slijmappel (Aegle marmelos), sapodilla (Manilkara zapota) en nangka (Artocarpus heterophyllus). De tuin heeft een collectie palmen met soorten als koningspalm (Roystonea regia), parasolwaaierpalm (Corypha umbraculifera), perzikpalm (Bactris gasipaes) en betelpalm (Areca catechu). Voorbeelden van andere planten in de tuin zijn, flamboyant (Delonix regia), Philodendron, Jasminum, Ficus religiosa, rubberboom (Hevea brasiliensis), Cananga odorata en Bambusa.